# Studentendorf Schlachtensee eG
Die Studentendorf Schlachtensee eG ist eine 2002 gegründete Wohnungsbaugenossenschaft in Berlin, die als Dienstleistungsgenossenschaft agiert. Sie betreibt und verwaltet über 1.300 Wohneinheiten für Studierende und Wissenschaftler an den drei Standorten Studentendorf Schlachtensee, Studentendorf Adlershof und dem Internationalen Begegnungszentrum der Wissenschaften (IBZ) Berlin. Das Unternehmen hat seinen Sitz im namensgebenden Studentendorf Schlachtensee.
Die Unternehmensstrategie ist auf die Bewirtschaftung von Apartments und Wohngemeinschaften für den akademischen Wohnungsmarkt (Studierende und Wissenschaftler aus dem In- und Ausland) ausgerichtet. Gemäß ihrer Satzung verfolgt die Genossenschaft das Ziel, „das interkulturelle, dialogorientierte und demokratisch verfasste Zusammenleben von Studierenden und jungen WissenschaftlerInnen aus aller Welt“ zu fördern. Ein besonderes Anliegen und Kern der Unternehmensidentität ist der Erhalt und die denkmalgerechte Sanierung des Studentendorfs Schlachtensee als nationales Kulturdenkmal und internationale Begegnungsstätte.

## Geschichte des Baudenkmals Studentendorf Schlachtensee
Das Studentendorf in Berlin-Schlachtensee ist ein herausragendes Beispiel der Architektur der Nachkriegsmoderne und ein Symbol für den demokratischen Neuanfang im West-Berlin der 1950er Jahre.

### Gründung als „Harvard am Wannsee“
Nach dem Ende des Zweiten Weltkriegs und der Berlin-Blockade setzten sich die USA im Rahmen ihres Reeducation-Programms für die Demokratisierung Deutschlands ein. Die Freie Universität Berlin wurde als Gegenentwurf zur sozialistisch geprägten Humboldt-Universität in Ost-Berlin gegründet. Um den Studierenden nicht nur einen Studienort, sondern auch einen Lebensraum zu bieten, der von den Werten der Freiheit, Gemeinschaft und internationalen Verständigung geprägt ist, wurde die Errichtung des Studentendorfs initiiert. Maßgeblich gefördert wurde das Projekt durch die amerikanische Regierung (über den Marshallplan) und die Ford Foundation.
Der Entwurf stammte von den Architekten Hermann Fehling, Daniel Gogel und Peter Pfankuch. Ihr Konzept brach radikal mit der Tradition der deutschen Mietskaserne. Stattdessen schufen sie eine campus-artige Anlage mit lockerer Bebauung, viel Grünflächen und Gemeinschaftseinrichtungen, die den Austausch und das soziale Miteinander fördern sollte. Zwischen 1959 und 1964 wurden die ersten 13 Häuser errichtet. Das erklärte Ziel war es, ein „Harvard am Wannsee“ zu schaffen – einen Ort des weltoffenen akademischen Lebens.

### Zentrum der Studentenbewegung
In den 1960er Jahren entwickelte sich das Studentendorf zu einem wichtigen sozialen und politischen Zentrum der West-Berliner Studentenbewegung. Die offene, diskursive Atmosphäre und die hohe Konzentration politisch interessierter Studierender aus aller Welt machten es zu einem Nährboden für die Außerparlamentarische Opposition (APO). Viele Bewohner waren aktiv in den Protesten der 68er-Bewegung. Die einzigartige Architektur und die gelebte Gemeinschaft förderten eine kritische Auseinandersetzung mit Gesellschaft und Politik, was das Dorf zu einem wichtigen Ort in der Geschichte West-Berlins machte.

## Verfall, Rettung und Gründung der Genossenschaft

### Drohender Abriss
Nach dem Fall der Berliner Mauer verlor das Studentendorf für den Berliner Senat an Bedeutung. Die Bausubstanz war sanierungsbedürftig und der Unterhalt teuer. In den späten 1990er Jahren plante der Senat, das Areal über den Liegenschaftsfonds Berlin zu verkaufen, was den wahrscheinlichen Abriss der denkmalgeschützten Gebäude und eine Neubebauung mit Luxuswohnungen bedeutet hätte. Viele Häuser wurden leergezogen und dem Verfall preisgegeben.

### Bürgerinitiative und Gründung der eG
Gegen diese Pläne formierte sich massiver Widerstand aus der Bewohnerschaft, der Studentischen Selbstverwaltung (SV), von ehemaligen Bewohnern, Architekten und Denkmalschützern. Die Kampagne „Rettet das Studentendorf!“ erzeugte erheblichen öffentlichen und politischen Druck. Aus dieser Bewegung heraus wurde am 15. Mai 2002 die Studentendorf Schlachtensee eG mit dem Ziel gegründet, das Dorf als Gesamtanlage zu übernehmen, denkmalgerecht zu sanieren und wieder seiner ursprünglichen Bestimmung zuzuführen.
Nach intensiven Verhandlungen mit dem Liegenschaftsfonds Berlin, die noch im Gründungsjahr begannen, gelang der jungen Genossenschaft im Jahr 2003 der Erwerb der Immobilie. Unmittelbar danach begann sie mit der Wiederinbetriebnahme der leerstehenden Häuser.

## Entwicklung der Genossenschaft seit 2003
Die denkmalgerechte Sanierung des Studentendorfs begann im Jahr 2006. Um die hohen Kosten zu finanzieren, veräußerte die Genossenschaft das Grundstück 2009 an die Schweizer Pensionsstiftung CoOpera Sammelstiftung PUK und schloss gleichzeitig einen Erbbaurechtsvertrag über 99 Jahre ab. Dieses Modell sicherte die langfristige Finanzierung, während die Genossenschaft die volle Kontrolle über den Betrieb und die Gestaltung des studentischen Lebens behielt.
Die Genossenschaft fokussierte sich fortan auf den Betrieb, die Sanierung und die Schaffung weiteren studentischen Wohnraums. Ebenfalls im Jahr 2009 übernahm sie im Rahmen eines Geschäftsbesorgungsvertrages den Betrieb des Internationalen Begegnungszentrums der Wissenschaften (IBZ) in Berlin-Wilmersdorf. Im Oktober 2014 eröffnete mit dem Studentendorf Adlershof eine weitere Wohnanlage auf dem Campus der Humboldt-Universität, die nach dem Vorbild von Schlachtensee konzipiert wurde.
Im Geschäftsjahr 2014 erlöste das Unternehmen mit am Jahresende 36 Mitarbeitern 2,7 Millionen Euro.

## Die Genossenschaft heute

### Struktur und Organisation
Die Studentendorf Schlachtensee eG ist eine Dienstleistungsgenossenschaft, deren Mitglieder (Mieter, Mitarbeiter, Förderer) Anteile zeichnen und damit Miteigentümer sind. Das höchste Organ ist die Generalversammlung der Mitglieder. Sie wählt den Aufsichtsrat, der wiederum den Vorstand bestellt und überwacht. Diese demokratische Struktur stellt sicher, dass die Unternehmenspolitik den Interessen der Mitglieder und dem Satzungszweck verpflichtet bleibt.

### Kulturelles und soziales Programm
In Anlehnung an die Gründungsidee des Studentendorfs legt die Genossenschaft großen Wert auf ein reichhaltiges kulturelles und soziales Leben. Ein Tutorenprogramm organisiert regelmäßig Veranstaltungen, Workshops, Exkursionen und Feste, um den interkulturellen Austausch und das Gemeinschaftsgefühl an allen Standorten zu stärken. Dies ist ein wesentlicher Bestandteil des Selbstverständnisses und Alleinstellungsmerkmals der Genossenschaft.